# 続々サラリーマン出世太閤記
『続々サラリーマン出世太閤記』（ぞくぞくサラリーマンしゅっせたいこうき）は、1958年9月16日に東宝系で公開された日本映画。モノクロ。東宝スコープ。

## 概要
シリーズ第3作。依然としてモノクロであるが、初のシネスコ作品。そして本作より、1年1作の体制となる。
本作では、主人公・木下秀吉が「日本自動車」のセールスマンになり、商売敵のセールスマンに邪魔されたり、好意を寄せていた・千枝子が橘と婚約するとご難続きながらも、最後は「東亜観光」の毛利社長と契約を成功させ、本社の宣伝係長に栄転するまでを描く。
助演は現・政治家の扇千景や、後に『社長シリーズ』でも共演する東野英治郎。なお毛利社長の娘・未知子を演じる朝比奈愛子とは、雪村いづみの実妹である。
なお本作をもって、白川由美演じる千枝子と宝田明演じる前田秘書はシリーズから離れた。

## スタッフ
- 製作：安達英三郎
- 脚本：笠原良三
- 監督：筧正典
- 撮影：鈴木斌
- 照明：隠田紀一
- 美術：小川一男
- 録音：三上長七郎、下永尚
- 音楽：松井八郎
- 編集：岩下広一
- 助監督：岩内克己

## 出演者
- 木下秀吉：小林桂樹
- 木下マサ（秀吉の母）：三好栄子
- 左右田一：加東大介
- 左右田悦子：安西郷子
- 左右田茂子：東郷晴子
- 西川千枝子：白川由美
- 山中エイ子：団令子
- 山中為助：沢村いき雄
- 前田圭一郎：宝田明
- 橘（千枝子の婚約者）：佐原健二
- 長谷川：有島一郎
- 岡田（営業所長）：宮田洋容
- 福井（同僚セールスマン）：加藤春哉
- 丹羽（同上）：佐田豊
- 今川好子（商売敵の女セールスマン）：扇千景
- 毛利（「東亜観光」社長）：東野英治郎
- 毛利未知子（毛利社長の娘）：朝比奈愛子
- 「千三不動産」主人：八波むと志
- ラジオ屋のおかみ：塩沢登代路
- 次郎（ラジオ屋の息子）：春日井宏往
- ロカビリーの歌手：ミッキー・カーチス

## エピソード
本作では、失敗続きの秀吉が後半心機一転のために丸刈りになるシーンがあるが、これは同時期上映された小林主演作『裸の大将』（監督：堀川弘通）で、小林が山下清の役を演じるため丸刈りにする必要があったため「ただではもったいない」と、断髪シーンとして追加したものだった。

## 同時上映
『ドジを踏むな』
- 原作：樫原一郎／脚本：若尾徳平／監督：日高繁明／主演：小泉博